# Cosmin Dumitrache
Cosmin Illie Dumitrache (* 20. Juli 1994 in Timișoara) ist ein rumänischer Hürdenläufer, der sich auf die 110-Meter-Distanz spezialisiert hat.

## Sportliche Laufbahn
Erste internationale Erfahrungen sammelte Cosmin Dumitrache im Jahr 2013, als er bei den Balkan-Hallenmeisterschaften in Istanbul in 8,17 s den fünften Platz über 60 m Hürden belegte. Anschließend schied er bei den Junioreneuropameisterschaften in Rieti mit 14,19 s in der ersten Runde über die U20-Hürden aus und erreichte dann bei den Balkan-Meisterschaften in Stara Sagora nach 14,59 s Rang sechs. Im Jahr darauf gewann er bei den Balkan-Hallenmeisterschaften in Istanbul in 8,10 s die Bronzemedaille über 60 m Hürden und bei den Freiluftmeisterschaften in Pitești wurde er in 15,13 s Vierter. 2015 nahm er erstmals an der Sommer-Universiade in Gwangju teil und schied dort mit 14,41 s im Vorlauf aus, ehe er bei den Balkan-Meisterschaften in Pitești in 14,57 s die Bronzemedaille gewann. 2016 siegte er in 7,97 s bei den Balkan-Hallenmeisterschaften in Istanbul und gewann bei den Freiluftmeisterschaften in Pitești in 14,01 s die Silbermedaille. Im Jahr darauf gewann er bei den Balkan-Hallenmeisterschaften in Belgrad in 7,87 s die Bronzemedaille und schied kurz darauf bei den Halleneuropameisterschaften ebendort mit 8,00 s in der Vorrunde aus. Bei den Freiluft-Balkanmeisterschaften in Novi Pazar siegte er in 14,06 s und belegte anschließend bei den Spielen der Frankophonie in Abidjan in 14,32 s den fünften Platz, ehe er bei den Studentenweltspielen in Taipeh mit 14,49 s im Vorlauf ausschied. 2018 gewann er bei den Balkan-Hallenmeisterschaften in Istanbul in 7,95 s die Silbermedaille über 60 m Hürden und bei den Freiluftmeisterschaften in Stara Sagora belegte er in 14,44 s den fünften Platz.
2019 kam er bei den Balkan-Hallenmeisterschaften nicht ins Ziel und anschließend erreichte er bei den Europaspielen in Minsk nach 14,21 s Rang 15, ehe er bei der Sommer-Universiade in Neapel mit 14,14 s ein weiteres Mal in der Vorrunde ausschied. Daraufhin gewann er bei den Balkan-Meisterschaften in Prawez in 14,22 s die Silbermedaille. Im Jahr darauf belegte er bei den Balkan-Hallenmeisterschaften in Istanbul in 8,09 s den fünften Platz und bei den Freiluftmeisterschaften in Cluj-Napoca wurde er in 14,31 s Vierter. 2021 belegte er dann bei den Balkan-Hallenmeisterschaften in 7,90 s den vierten Platz, ehe er bei den Halleneuropameisterschaften in Toruń mit 7,91 s in der Vorrunde ausschied. Ende Juni belegte er bei den Balkan-Meisterschaften in Smederevo in 13,87 s den vierten Platz.
In den Jahren von 2015 bis 2020 wurde Dumitrache jedes Jahr rumänischer Meister im 110-Meter-Hürdenlauf und 2014, 2016 und 2017 sowie 2019 und 2020 wurde er Hallenmeister über 60 m Hürden.

## Persönliche Bestzeiten
- 110 m Hürden: 13,87 s (−0,1 m/s), 27. Juni 2021 in Smederevo
  - 60 m Hürden (Halle): 7,82 s, 12. Februar 2017 in Bukarest